# Cintruénigo
Cintruénigo település Spanyolországban, Navarra autonóm közösségben. Cintruénigo Tudela, Fitero és Corella községekkel határos. Lakosainak száma 8333 fő (2024).

## Népesség
A település népessége az elmúlt években az alábbi módon változott:
| Lakosok száma | 6020 | 6527 | 6837 | 7636 | 7811 | 7768 | 7839 | 7903 | 8106 | 8333 |
|               | 2001 | 2004 | 2007 | 2009 | 2012 | 2014 | 2017 | 2019 | 2022 | 2024 |